# 兵庫県立東はりま特別支援学校
兵庫県立東はりま特別支援学校（ひょうごけんりつ ひがしはりまとくべつしえんがっこう）は、兵庫県加古郡播磨町北古田一丁目にある公立特別支援学校。

## 概要
知的障害児を対象とする特別支援学校として、小学部・中学部・高等部（普通科）を設置している。兵庫県立いなみ野特別支援学校の学校規模が肥大化した（高等部基準で2004年度受け入れで6クラス→06年度は8クラス）ため、兵庫県の特別支援教育推進計画や地域住民の要望を受けて、従来の同校の校区を分離する形で2009年4月に開校した。小学部・中学部・高等部あわせて約180人規模を想定している。
校地は播磨町立播磨北小学校（2007年3月閉校）の跡地を転用する。校舎は旧播磨北小学校のものを改修・転用し、また不足分の校舎を新設することになっている。2009年度・2010年度は高等部のみの受け入れとなっていたが、2011年度以降小学部・中学部の受け入れも行っている。

## 沿革
- 2007年3月 - 兵庫県特別支援教育推進計画により、播磨地域に知的障害児対象の特別支援学校新設計画を発表。
- 2008年8月1日 - 兵庫県教育委員会、新設特別支援学校の名称を「兵庫県立東はりま特別支援学校」とすると発表。
- 2008年12月 - 兵庫県条例により、兵庫県立東はりま特別支援学校の設置が正式決定。

高等部は2009年1月1日付、小学部・中学部は2010年11月1日付の設置となる。
- 2009年4月1日 - 高等部の受け入れ開始。
- 2011年4月1日 - 小学部・中学部の受け入れ開始。

## 通学区域
- 加古川市（加古川中、中部中、平岡中、平岡南中、浜の宮中、別府中の校区）
- 高砂市（全域）
- 播磨町（全域）

## 交通
- 山陽電鉄本線 播磨町駅 北へ約1.3km。
- 山陽本線（JR神戸線）土山駅 西へ約2km。